# NGC 6132
NGC 6132 is een spiraalvormig sterrenstelsel in het sterrenbeeld Hercules. Het hemelobject werd op 16 juli 1876 ontdekt door de Franse astronoom Édouard Jean-Marie Stephan.

## Synoniemen
- MCG 7-34-5
- KUG 1620+390B
- PGC 57932